# Маестро (футбольна команда)
Футбольний клуб «Маестро»  — українське благодійне об'єднання артистів та представників бізнесу, діяльність якого спрямована на пропагування здорового способу життя, популяризації футболу та залучення коштів для благодійної мети шляхом організації неофіційних футбольних матчів і турнірів.

## Історія
Організація заснована 2008 року у Києві за ініціативи та сприяння українських зірок естради. З того часу команда взяла участь у 19 масштабних міжнародних футбольних турнірах, організувала та здійснила близько 230 соціальних акцій та товариських матчів. Засновано власний міжнародний турнір «Maestro FC cup». У 2009 організація підписала меморандум з міжнародною благодійною організацією «ЮНІСЕФ» та Прем'єр-лігою, в рамках проекту вирішення проблем дитячої бездоглядності в Україні. У 2014 році спільно зі Збройними силами України здійснено «Всеукраїнський тур ФК „Маестро“ за мир та єдність», в рамках якого було зібрано допомоги армії більш, ніж на ₴12 млн. У 2015 році засновано власний турнір «Кубок пам'яті Ларсона» — пам'ятний турнір колишнього учасника команди Сергія Ларкіна, більш відомого як «Ларсон».

## Галерея

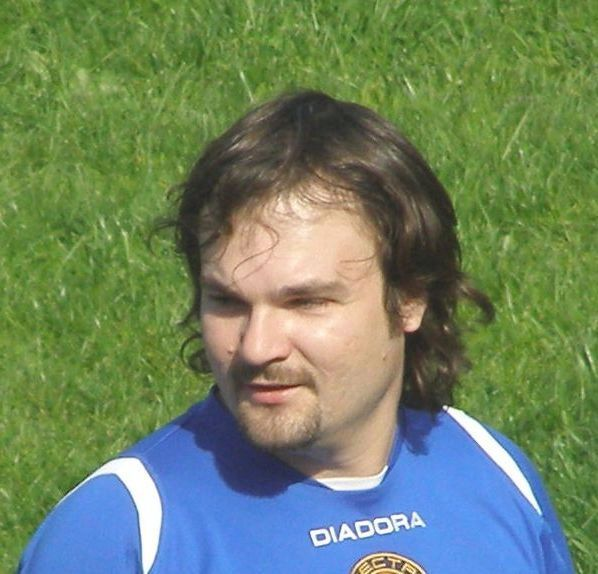
Діля
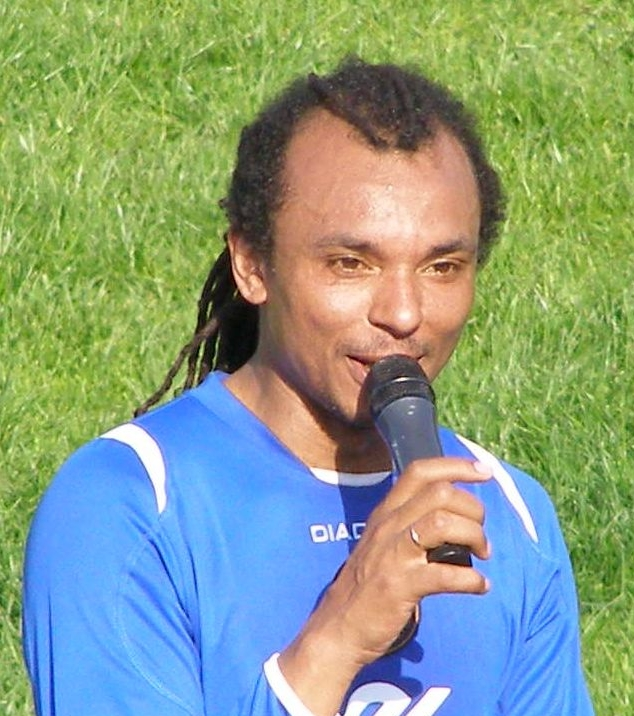
Мирослав Кувалдін
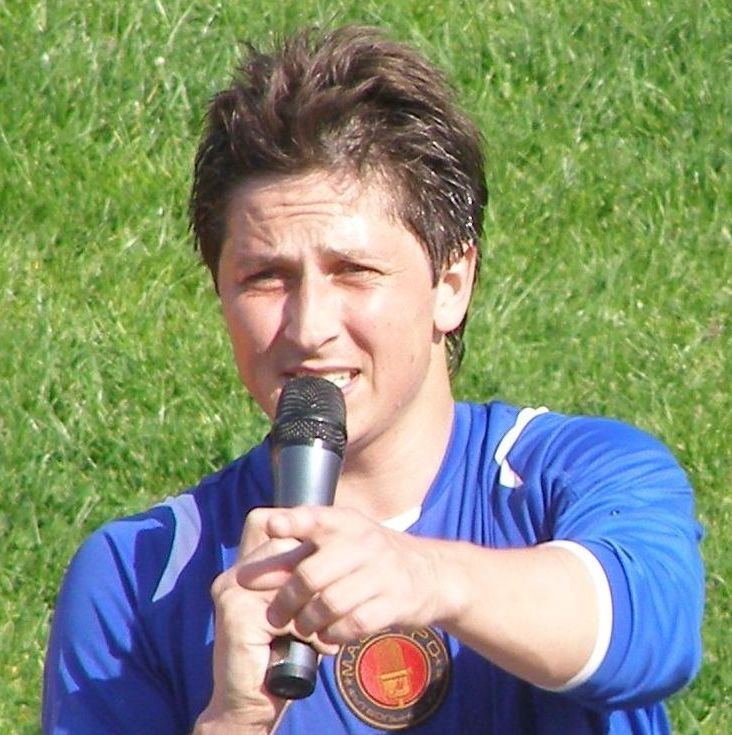
Олександр Педан
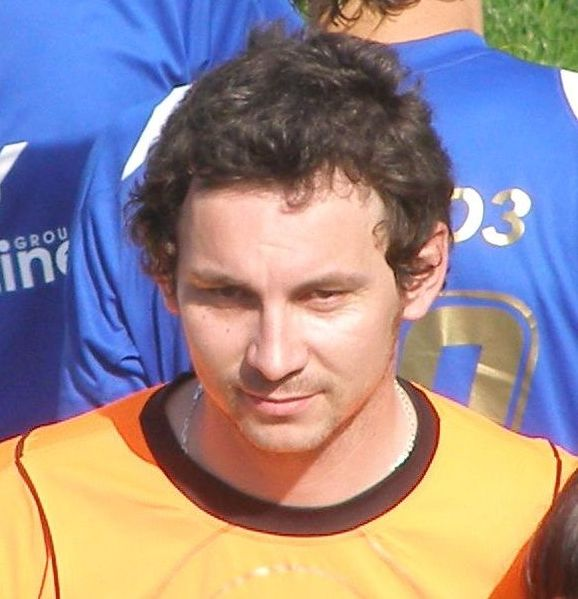
Валерій Харчишин
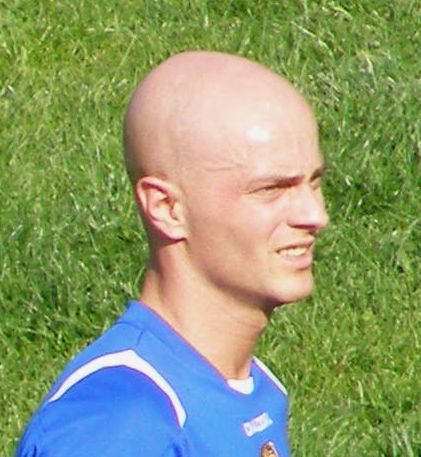
Влад Яма

## Склад команди
- Олексій Рева — актор студії «Мамахохотала»
- Микола Матросов — телеведучий, голос НСК «Олімпійський»
- Олександр Купідон — ведучий
- Валентин Кас'ян — актор театру і кіно
- Андрій Федоров — ринг-анонсер, ведучий
- Сергій Ларкін («Ларсон»)† — репер, музикант
- Вадим Олейник («OLEYNIK») — співак, музикант
- Ігор Пасєка — музичний продюсер
- Едуард Приступа («ДІЛЯ») — співак, музикант
- Юрій Іванисько — ведучий
- Євген Нищук — екс-міністр культури України
- Віталій Борисюк — актор театру і кіно
- Вадим Федоров — гурт MOZGI
- Ігор Рева — актор студії «Мамахохотала»
- Олександр Павлик — співак
- Филип Коляденко — фронтмен гурту «KADNAY»
- Ігор Грохоцький — співак, переможець шоу «Голос країни»
- Дмитро Тимошенко — менеджер
- Володимир Камінський — ведучий
- Іван Марунич — фронтмен гурту Karta Svitu
- Олексій Миронов — менеджер ФК «Маестро»
- Микола Коваль — гурт «Ва-банк», учасник «Дизель-шоу»
- Влад Сотников — продюсер ФК «Маестро»
- Олександр Педан — телеведучий («Новий канал»), youtube-блогер
- Анатолій Старков («DJ Starkov») — ді-джей
- Лесь Панчишин — художник, кліпмейкер
- Артем Кай — співак
- Олександр Положинський — екс-фронтмен гурту «Тартак» та проєкту  Був'є, учасник проєкту Ол.Ів.'Є
- Олександр Коломієць — фронтмен гурту «ARLETT»
- Дмитро Бабак — співак, переможець проекту «Х-фактор»
- Олексій Полозок («Axel Polo») — саундпродюсер
- Михайло Дубель — фронтмен гурту «Double Life»
- Юрій Борщевський — шоумен
- Ельдар Кабіров — актор, учасник команди «Луганська збірна», телешоу «Ліга сміху»
- Андрій Бухаров — актор, телепродюсер
- Олексій Яровенко — актор театру та кіно, серіал «Кріпосна»
- Сергій Бойко — актор, модель
- Станіслав Занкевич — фронтмен гурту «The Same Toy»
- Радислав Лукін — режисер, кліпмейкер
- Дмитро Сукач — модель, учасник шоу «Топ-модель по-українськи»
- Андрій Кравченко — телеведучий
- Михей Медведев — саундпродюсер, музикант
- Володимир Мельниченко — спортивний директор ФК «Маестро»
- Олександр Рахимов — менеджер
- Олексій Шпіонов — ді-джей
- Дем'ян Якубенко — менеджер ФК «Маестро»
- Андрій Розенков — менеджер ФК «Маестро»
- Антон Чілібі — саундпродюсер MONATIK
- Олександр Скічко — телеведучий
- Андрій Джеджула — актор театру і кіно, телерадіоведучий
- Богдан Трищук — ведучий
- Валерій Юрченко — актор, пародист
- Володимир Луговий — пастор
- Ігор Атаманчук — менеджер ФК «Маестро»
- Костянтин Косинський — актор
- Тарас Копил — фронтмен гурту «Ва-банк»
- Денис Почапський — менеджер ФК «Маестро»
- Віктор Павлик — співак, президент ФК «Маестро»
- Денис Мусаєв («MUSAEV») — співак, композитор
- Da Lord Bish — шоумен
- Іван Леньо — фронтмен гурту Kozak System
- Олександр Сидоренко («Фоззі») — фронтмен гурту «Танок на майдані Конго»
- Валентин Науменко — директор Олі Полякової
- Мирослав Кувалдін — фронтмен гурту «The ВЙО»
- Юрій Стець — політик
- Микита Алексєєв («Alekseev») — співак
- Марсель Гафаров («DJ MaRRcuS$») — ді-джей
- Євген Тюртюбек — радіоведучий
- Максим Комашня — дизайнер одягу, бренд «Komashnya»
- Валерій Сковронський — актор театру та кіно
- Андрій Осадчук («OSADCHUK») — співак, фронтмен гурту Бродвей
- Анатолій Анатоліч — телеведучий
- Євген Слепов — лікар
- Андрій Пельц — лікар
- Володимир Дубель — фронтмен гурту «Double Life»
- Олександр Кривошапко — співак
- Олександр Селіхов — ведучий
- Максим Сімороз — модель, музикант
- Олександр Ярмак («YARMAK») — репер
- Едуард Цихмейструк — головний тренер

## Професійні учасники
- Сергій Бойко — футбольний арбітр
- Василь Кардаш — колишній футболіст
- Віталій Косовський — колишній футболіст
- Віктор Леоненко — колишній футболіст
- Сергій Ребров — колишній футболіст та тренер
- Юрій Дмитрулін — колишній футболіст
- Олег Саленко — колишній футболіст.